# ألكساندر ميتشل بالمر
ألكساندر ميتشل بالمر (بالإنجليزية: Alexander Mitchell Palmer) (4 مايو 1872 - 11 مايو 1936)، المعروف باسم أ. ميتشل بالمر، كان النائب العام للولايات المتحدة من 1919 إلى 1921. واشتهر بإشرافه على «غارات بالمر» ضد الشيوعيين خلال فترة الذعر الأحمر بين عامي 1919-20.
تخرج بالمر من كلية سوارثمور، وأنشأ عمله القانوني الخاص في سترودسبورغ، بنسلفانيا. أصبح عضوا في الحزب الديمقراطي وفاز بانتخابات مجلس النواب الأمريكي، وبقي فيه في الفترة من 1909 إلى 1915. وكان دوره مؤثرا في صياغة قانون الإيرادات لعام 1913، الذي خفض الرسوم الجمركية وأقر ضريبة دخل اتحادية. سعى بالمر لانتخابه في مجلس الشيوخ في عام 1914، لكنه احتل المركز الثالث خلف المرشح الجمهوري المعاد انتخابه بويز بينروز والمرشح التقدمي جيفورد بينشوت. وخلال الحرب العالمية الأولى، شغل منصب حارس أملاك الأغراب، وتولي مسؤولية الاستيلاء على ممتلكات العدو.
أصبح بالمر النائب العام في عهد الرئيس وودرو ويلسون في عام 1919. شهدت الأمة رد فعل قوي ضد الشيوعيين واللاسلطويين في أعقاب الحرب العالمية الأولى فيما عرف باسم الذعر الأحمر الأول. قام لاسلطوي يدعى لويجي غالياني بتنفيذ سلسلة من التفجيرات وحاول اغتيال بالمر وغيره من الأفراد البارزين. كما شهدت الولايات المتحدة أيضا العديد من أعمال الشغب العرقية والتوترات العمالية خلال الصيف الأحمر عام 1919. وردا على هذه الاضطرابات، أنشأ بالمر وحدة المخابرات العامة وجند إدغار هوفر لرئاسة المنظمة الجديدة. وبدءا من نوفمبر 1919، بدأ بالمر سلسلة من الغارات التي اعتقلت ورحلت العديد من المتطرفين المشتبه بهم. ورغم أن الجمهور الأمريكي دعم هذه الغارات في البداية، إلا أنها لقيت هجوما عنيفا من نشطاء الحقوق المدنية وعلماء القانون. وزاد الهجوم عليه عندما لم تحدث سلسلة من الهجمات التي توقعها في مايو 1920 والتي أثار عليها المخاوف.
سعى بالمر إلى الترشح للرئاسة في المؤتمر الوطني الديمقراطي عام 1920، لكنه واجه معارضة قوية من جماعات العمل وذهب الترشيح لجيمس م. كوكس. واستأنف عمله الخاص في القانون وظل نشطا في السياسة الديمقراطية حتى وفاته في عام 1936.

## بدايات حياته
وُلِد بالمر لعائلة من الكويكرز في 4 مايو 1872 في بلدة صغيرة تدعى موسهيد بالقرب من وايت هافن في بنسلفانيا. وتلقى تعليمه في المدارس العامة ومدرسة مورافيا في بيت لحم، بنسلفانيا. تخرج بالمر من كلية سوارثمور في عام 1891، وكان داخل الجامعة عضوًا في فرع بنسلفانيا من أخوية فاي كابا بسي. تم تعيينه بعد التخرج مصوراً لمحكمة المقاطعة القضائية رقم 43 في بنسلفانيا. درس القانون في كلية لافاييت وجامعة جورج واشنطن، وتابع دراسته مع المحامي جون بروتسمان ستورم. تم قبوله في نقابة المحامين في عام 1893، وبدأ التدريب في بلدة ستراودزبرغ في بنسلفانيا بالشراكة مع ستورم. كان لدى بالمر أيضًا مصالح تجارية مختلفة، بما في ذلك العمل في مجلس إدارة شركة سكرانتون ترست وبنك ستراودسبورغ الوطني وشركة بويلر الدولية وشركة سيتيزنز جاز وشركة سترودسبورج للمياه. كما أصبح ناشطًا في السياسة ضمن الحزب الديموقراطي، وكان عضوا في اللجنة التنفيذية للجنة الديمقراطية لولاية بنسلفانيا.

## روابط خارجية
- ألكساندر ميتشل بالمر على موقع الموسوعة البريطانية (الإنجليزية)
- ألكساندر ميتشل بالمر على موقع إن إن دي بي (الإنجليزية)